# Memoirs of a Teenage Amnesiac
Memoirs of a Teenage Amnesiac (誰かが私にキスをした?) è un film del 2010 diretto da Hans Canosa, basato sul romanzo Non ricordo perché ti amo di Gabrielle Zevin.

## Trama
A causa di un incidente avvenuto mentre tentava di salvare una macchina fotografica da una caduta lungo una rampa di scale, la studentessa Naomi Sukuse si sveglia senza alcuna memoria degli ultimi quattro anni. Naomi deve ricordare chi fosse e capire chi vuole essere, in questa storia di amore e di seconde possibilità.

## Produzione
Il 24 novembre 2008 vennero annunciati i nomi degli attori impegnati nei ruoli principali: Maki Horikita e Ken'ichi Matsuyama; venne inoltre annunciato che il film avrebbe coinvolto sia attori giapponesi che americani (tra questi ultimi vi è anche Anton Yelchin), scelta del regista Hans Canosa, già attivo in film americani. La sceneggiatura è stata scritta da Gabrielle Zevin, l'autrice del romanzo su cui si basa il film. Quando venne annunciato, il film venne indicato con il titolo provvisorio di Lost Memories. Le riprese iniziarono il 26 novembre 2008 e terminato agli inizi del gennaio 2009.
In origine era previsto di girare e produrre il film in America. Tuttavia, il regista decise che sarebbe stato meglio fare il film in Giappone, dove gli aspetti culturali avrebbero maggiormente arricchito la storia. L'impostazione delle scuole superiori nella storia originale è stato cambiato in una scuola internazionale per il film e, a parte tutto il personale interessato, il cast tenne le riprese utilizzando metodi giapponesi. Il doppiaggio è stato adattato alla nazionalità degli attori: circa un quarto dei dialoghi sono dunque in inglese.
La colonna sonora è affidata alla giovanissima idol Kylee Saunders; il tema portante, Kimi ga Iru Kara (キミがいるから?), viene pubblicato come singolo il 24 marzo 2010, tre giorni prima dell'uscita del film.

## Accoglienza
Proiettato in 247 cinema in tutto il Giappone, la rivista Tsushinsha Kogyo lo nomina 10º nella classifica dei film più visti del paese: in due giorni rese 48.909.800 yen, con 8.598 spettatori registrati.